# Legend of the Forgotten Reign - Chapter V: A New Era Begins
Legend of the Forgotten Reign - Chapter V: A New Era Begins è il quinto album in studio del gruppo musicale power metal italiano Kaledon. Si tratta del primo album in cui compare Marco Palazzi alla voce.

## Tracce
1. A New Man
2. A Wounded Friend
3. Mozul
4. Undeads Again
5. The End of the Green Power
6. A Flash in the Sky
7. Great Mighty Light
8. Greatest Heart
9. The God Beyond the Man
10. Return to Kaledon
11. Neon Knights (Cover dei Black Sabbath)
12. We Will Rock You (Cover dei Queen)

## Formazione
- Marco Palazzi - voce
- Alex Mele - chitarra
- Tommy Nemesio - chitarra
- Daniele Fuligni - tastiere
- Paolo Lezziroli - basso
- David Folchitto - batteria

### Ospiti
- Monica Ward - voce in A Wounded Friend